# Base naval Abemama

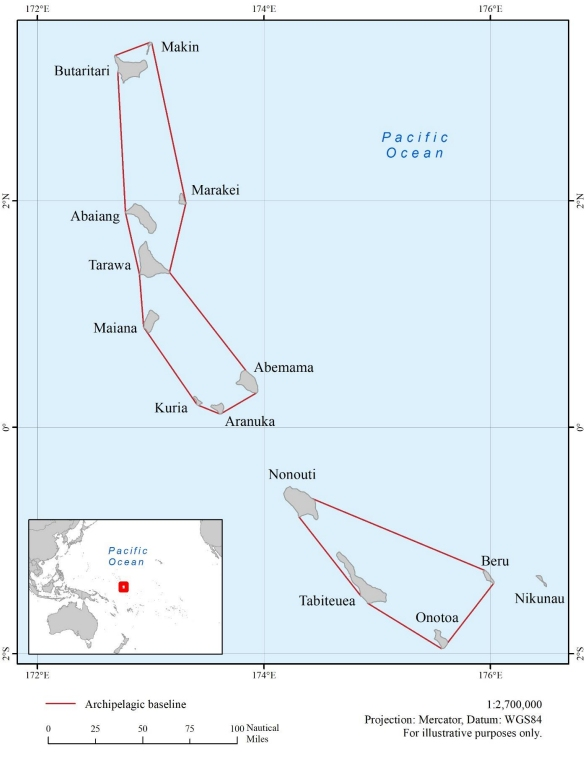
Mapa de les Illes Gilbert.

La Base Naval d'Abemama va ser una base naval construïda per la Marina dels Estats Units el 1943, durant Segona Guerra Mundial. La base estava situada a l'atol d'Abemama, també anomenat atol Hopper, a les illes Gilbert de l'oceà Pacífic Central. La base va ser construïda com una de les moltes bases avançades a la campanya de "island-hopping" cap a l'Imperi del Japó. A la Base Naval d'Abemama, la Marina va construir un port marítim i una base aèria. La construcció va començar després de la Batalla d'Abemama del 24 de novembre de 1943, com a part de l'Operació Galvanic.

## Història
Després de la presa d'Abemama, els Seabees de la Marina dels Estats Units, el 95è Batalló de Construcció Naval Seabee hi va desembarcarel 28 de novembre. L'illa va ser presa amb combats menors pel Cos de Marines dels Estats Units, que hi va desembarcar el 24 de novembre de 1943. Els Seabee van construir una pista de corall de 1.200 m de llarg per 46 m d'ample per a avions de combat. L'aeròdrom d'Apemama es va anomenar O'Hare Field. La pista pavimentada amb corall es va completar el 10 de desembre, i el primer avió hi va aterrar el 13 de desembre. La pista es va ampliar a 1.800 m per donar suport als bombarders el 21 de desembre. Més tard, es va ampliar a 2.300 m i es va eixamplar a 61 m per donar suport a bombarders pesants, com el B-29 Superfortress. S'hi va construir també una pista de sorra de 590 m per a avions més petits.
El Seabee va construir un moll de calçada i un moll de troncs de coco perquè els vaixells poguessin descarregar subministraments i es va utilitzar per a reparacions menors de vaixells de desembarcament, tancs i petits vaixells i embarcacions. S'hi va construir un espai per a dipòsits de gasolina d'aviació de 12.000 barrils. El Seabee va construir amb barraques Quonset: un dipòsit d'emmagatzematge, un petit hospital, una central elèctrica, un magatzem de refrigeració, oficines, menjador, campament Seabee i tallers, i tota una ciutat de tendes construïda per al personal estacionat al port i a l'aeròdrom. L'atol d'Abemama té 24 km de llarg i 9,7 km d'ample, amb una llacuna protegida. La llacuna oferia un bon ancoratge per a la flota.

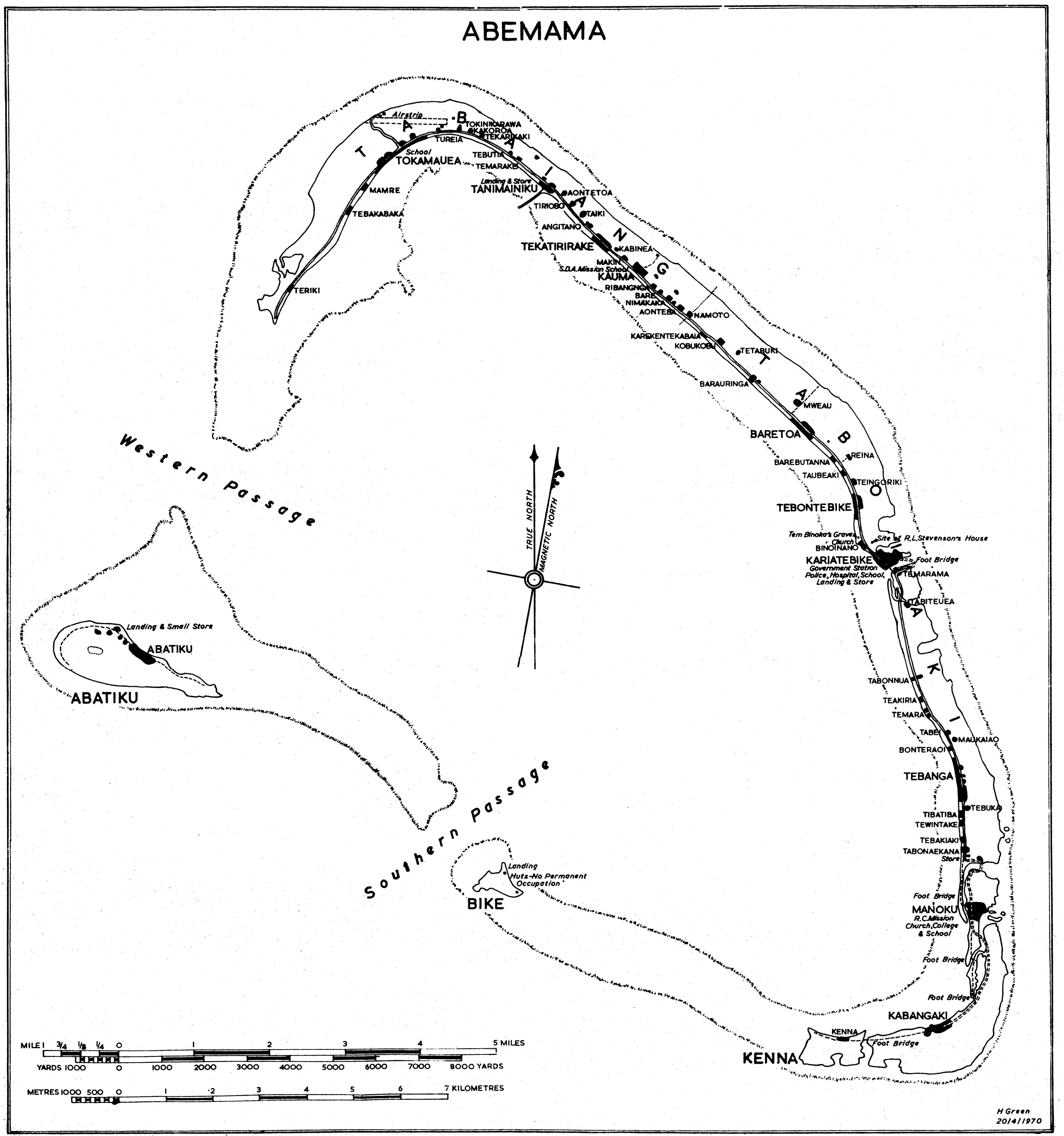
Mapa d'Abemama.

En la fase inicial de la construcció es va contractar mà d'obra local. Es va contractar una plantilla de 426 persones perls descarregaments a la platja i per al subministrament de troncs de coco per al moll. Hi va haver quatre bombardejos a la pista durant la seva construcció, amb els quals es va perdre un Consolidated B-24 Liberator. Tanmateix els danys van ser menors a l'aeròdrom.
La ubicació d'Abemama va proporcionar missions de bombardeig a bases japoneses adjacents a les illes Gilbert i Marshall. El 1944, la guerra s'havia traslladat cap a l'oest, a bases més avançades. Com a conseqüència, la majoria de les operacions a Apamama s'havien traslladat fora de l'illa. La Unitat de Manteniment del Batalló de Construcció Seabee, CBMU 557, va mantenir la base per a les Forces Aèries de l'Exèrcit dels Estats Units fins al seu tancament la tardor de 1944.